# 티모르알로르판타르어족
티모르·알로르·판타르어족(영어: Timor–Alor–Pantar languages)는 인도네시아 남부의 티모르섬, 키사르섬, 알로르 열도에서 쓰이는 파푸아 언어들이 이루는 어족이다.
Holton and Klamer (2018)는 티모르알라르판타르어족이 트랜스뉴기니어족의 일부라는 주장이 설득력 없다고 보아 별개의 어족으로 분류했다.

## 분류
티모르·알로르·판타르어족 언어들 사이의 계통 관계는 충분히 입증되었다. 그 중 알로르·판타르어파는 뚜렷한 하위 집단을 이룬다. 다음의 보수적인 분류는 Ross (2005), Schapper et al. (2012), Holton et al. (2012)에서 가져온 것이다.
- 알로르·판타르어파
- 동티모르어파 (오이라타·마카사이어파)
- 부낙어

이 분류는 보수적인 것으로, 입증되지 않은 분기군을 포함하지 않는다.
부낙어와 알로르판타르어파는 때로 “서티모르어파”로 묶인다. 그러나 한편으로는 부낙어와 동티모르어파를 “티모르·키사르어파”로 묶기도 한다. 알로르·판타르 언어들은 서로 분명히 연관되어 있고, 티모르·키사르 언어들도 마찬가지이며 두 집단도 서로 연관되어 있다. 그러나 모든 언어들을 대상으로 비교언어학적 연구를 수행하기 전까지는 부낙어가 동티모르어파와 알로르판타르어파 중 어느 집단에 더 가까운지 분명히 알 수 없고, 알로르판타르어파가 유효한 분기군인지도 알 수 없다. 그러나 Kaiping and Klamer (2019)는 부낙어가 티모르알라르판타르어족 언어 중 가장 이질적인 언어로서 동티모르어파와 알로르판타르어파보다 먼져 분기했다고 본다.
알로르섬 중부와 동부 언어들은 일반적으로 판타르섬과 티모르섬의 언어들에 비해 교착어적 특징이 강하고, 후자는 비교적 고립어적이다.

## 역사
티모르섬의 파푸아 제어들은 지리적으로 가깝지만 계통적으로 그리 가까운 관계가 아니다. 티모르섬의 이웃 섬들에 분포하며 서로 같은 계통임이 분명한 알로르판타르어파 언어들을 제외하면 티모르섬의 언어들 가운데 어떤 것도 서로 연관되어 있음을 입증하기 어렵다.
1941년 아서 카펠은 처음으로 티모르섬의 언어들이 어족을 이룬다고 제안했고, Watuseke & Anceaux는 1973년에 처음으로 티모르알로르판타르어족 가설을 제안했다. 보다 최근의 분류에서는 두 집단 모두 더 작게 쪼개졌지만, 궁극적으로 모두가 서로 연관되어 있으리라는 데에는 많은 학자들이 동의한다.
1957년 HKL Cowan은 티모르 언어들과 서파푸아어족을 연결지었다. 그러나 스티븐 부름은 1975년에 트랜스뉴기니어족의 정의를 확장하면서 티모르알로르판타르 언어들이 그 안에 포함되며 남도베라이 언어들과 함께 남도베라이·티모르·알로르·판타르어파를 이룬다고 보았다. 부름은 별개의 어족인 서파푸아어족과의 공통점을 인지했지만 이것은 기층 언어의 영향일 수 있다고 하였다.
Ross (2005)는 티모르알로르판타르 언어들이 서봄베라이 언어들과 함께 서트랜스뉴기니어파의 한 분기군을 이루는 것으로 분류했다. Holton & Robinson (2014)은 새로운 어휘 자료를 면밀히 검토한 결과 티모르알로르판타르어족과 트랜스뉴기니어족을 연결지을 근거를 거의 발견하지 못했다고 발표하였다. 하지만 Holton & Robinson (2017)은 트랜스뉴기니어족, 특히 서봄베라이 언어들과 연결짓는 가설이 가장 설득력 있는 가설이라는 점에는 동의한다. 현재로서는 그렇게 분류하지 않을 채로 남겨 두는 편을 선호하기는 하지만 말이다.

## 언어 접촉
티모르알로르판타르 언어들은 다음의 오스트로네시아어족 언어들과 상당한 수준의 접촉을 겪어 왔다.
- 카와이미나 제어 (카이루이어, 와이모아어, 미디키어, 나우에테어)
- 티모르어군 (키사르어 / 메헤르어, 레티어, 루앙어, 어쩌면 마쿠바어)

## 조어

### 음운론
티모르알로르판타르조어에는 다음과 같은 자음이 있었다고 생각된다.
| p | t       |   | k | q |
| b | d       |   | g |   |
| m | n       |   |   |   |
|   | s       |   |   |   |
| w |         | j |   |   |
|   | l, r, ʀ |   |   |   |

### 대명사
Ross (2005)는 티모르알로르판타르조어의 대명사 체계를 다음과 같이 재구한다:
|       | 단수    | 복수  |
| ----- | ------- | ----- |
| 1배제 | *ani~na | *ini  |
| 1포함 | *ani~na | *api  |
| 2     | *ai     | *i    |
| 3     | *ga     | (*gi) |
Ross (2005)는 이 대명사들이 트랜스뉴기니조어의 1인칭 대명사 *na, *ni 및 2인칭 대명사 *ga, *gi, 또 어쩌면 쌍수/청자포함 형태소 *-pi-의 반영일 수도 있다고 제안한다. 하지만 다른 언어학자들이 만족할 만한 수준으로 입증되지는 못했다. 많은 언어학자들은 티모르알로르판타르어족이 트랜스뉴기니어족과 별개의 어족이라고 본다. 특히 로스의 가설은 트랜스뉴기니의 2인칭 대명사가 티모르알로르판타르의 3인칭 대명사에 대응한다는 가정을 필요로 한다.

### 어휘
Schapper, et al. (2017: 141-143)은 다음과 같은 티모르알로르판타르조어, 알로르판타르조어, 티모르조어 형태를 재구함으로써 티모르 언어들과 알로르판타르 언어들이 서로 연관되어 있음을 보여준다.
| 의미                          | 티모르알로르판타르조어 | 알로르판타르조어 | 티모르조어    |
| ----------------------------- | ---------------------- | ---------------- | ------------- |
| 대나무                        | *mari                  | *mari            | *mari         |
| 바나나                        | *mugul                 | *mogol           | *mugu         |
| 짖다, 부르다                  |                        | *lVu             | *le(k)u(l)    |
| 박쥐                          | *madel                 | *madel           | *maTa         |
| 멱감다                        | *weLi                  | *weli            | *weru         |
| 새                            | *(h)adul               | *(a)dVl          | *haDa         |
| 물다                          | *ki(l)                 | *(ta)ki          | *(ga)gel      |
| 피                            | *waj                   | *wai             | *waj          |
| 뼈                            | *se(r, R)              | *ser             | *(se)sa(r, R) |
| 가슴                          | *hami                  | *hami            | *hami         |
| 아이                          | *-uaQal                | *-uaqal          | *-al          |
| 실뭉치                        | *ma(i)ta(r)            | *maita           | *matar        |
| 코코넛                        | *wata                  | *wata            | *wa(t, D)a    |
| 기다                          | *er                    | *er              | *er           |
| 쭈그리다                      | *luk(V)                | *luk(V)          | *luk          |
| 죽다                          | *mV(n)                 | *min(a)          | *-umV         |
| 더러운                        | *karV(k)               | *karok           | *gari         |
| 꿈                            | *(h)ipar               | *hipar           | *ufar(ana)    |
| 귀                            | *-waRi                 | *-uari           | *-wali        |
| 먹다                          | *nVa                   | *nai             | *nua          |
| 똥                            | *(h)at(V)              | *has             | *a(t, D)u     |
| 얼굴                          | *panu                  | *-pona           | *-fanu        |
| 먼                            | *le(t, d)e             | *lete            | *eTar         |
| 불                            | *hada                  | *hada            | *haTa         |
| 물고기                        | *habi                  | *habi            | *hapi         |
| 평평한                        | *tatok                 | *tatok           | *tetok        |
| 뜰                            | *magad                 | *magad(a)        | *(u, a)mar    |
| 여자아이                      | *pan(a)                | *pon             | *fana         |
| 주다                          | *-(e, i)na             | *-ena            | *-inV         |
| 조부모                        | *(t, d)ama             | *tam(a, u)       | *moTo         |
| 녹색                          | *lugar                 | *(wa)logar       | *ugar         |
| 손                            | *-tan(a)               | *-tan            | *-tana        |
| 듣다                          | *mage(n)               | *magi            | *mage(n)      |
| 안쪽                          | *mi                    | *mi              | *mi           |
| 가려운                        | *iRak                  | *(i)ruk          | *ilag         |
| 웃다                          | *jagir                 | *jagir           | *jiger        |
| 다리                          | *buta                  | *-bat            | *buta         |
| 낮은                          | *po                    | *po              | *ufe          |
| 깔개                          | *bit                   | *bis             | *biti         |
| 고기                          | *isor                  | *iser            | *seor         |
| 달                            | *hur(u)                | *wur             | *huru         |
| 산                            | *buku                  | *buku            | *bugu         |
| 이름                          |                        | *-en(i, u)       | *-nej         |
| 새로운                        | *(t, s)iba(r)          | *siba(r)         | *(t, s)ipa(r) |
| 새로운 장소                   | *lan                   | *lan             | *lan          |
| 코                            | *-mVN                  | *-mim            | *-muni        |
| 하나                          | *nukV                  | *nuk             | *uneki        |
| 다른                          | *abe(nVC)              | *aben(VC)        | *epi          |
| 프테로카르푸스 인디쿠스(나무) | *matar                 | *matar           | *ma(t, D)ar   |
| 길                            | *jega                  | *jega            | *jiga         |
| 사람                          | *anV(N)                | *anin            | *anu          |
| 돼지                          | *baj                   | *baj             | *baj          |
| 연못                          | *tapa(i)               | *tapai           | *tafa         |
| 값                            | *boL                   | *bol             | *bura         |
| 비                            | *anu(r, R)             | *anur            | *ine(r, R)    |
| 쥐                            | *dur(a)                | *dur             | *Dura         |
| 익은                          | *tena                  | *tena            | *tena         |
| 달리다                        | *tipar                 | *tiara           | *tifar        |
| 전갈                          | *pV(r, R)              | *pVr             | *fe(r, R)e    |
| 긁다                          | *karab                 | *karab           | *gabar        |
| 바다                          | *tam(a)                | *tam             | *mata         |
| 상어                          | *sibar                 | *sib(a, i)r      | *supor        |
| 앉다                          | *mit                   | *mis             | *mit          |
| 여섯                          | *talam                 | *talam           | *tamal        |
| 자다                          | *tia(r)                | *tia             | *tia(r)       |
| 침뱉다                        | *puRV(n)               | *purVn           | *fulu(k, n)   |
| 숟가락                        | *suRa                  | *surV            | *sula         |
| 서다                          | *nat(er)               | *nate(r)         | *nat          |
| 별                            | *jibV                  | *jibV            | *ipi(-bere)   |
| 돌                            | *war                   | *war             | *war          |
| 사탕수수                      | *ub(a)                 | *huːba           | *upa          |
| 해                            | *wad(i, u)             | *wadi            | *waTu         |
| 터부                          | *palu(l, n)            | *palol           | *falu(n)      |
| 꼬리                          | *-oRa                  | *-ora            | *-ula(ʔ)      |
| 혀                            | *-lebuR                | *-lebur          | *-ipul        |
| 이빨                          | *-wasin                | *-uasin          | *-wasin       |
| 나무                          | *hate                  | *tei             | *hate         |
| 질(膣)                        | *-ar(u)                | *-ar             | *-aru         |
| 깨어나다                      | *tan(i)                | *-ten            | *Tani         |
| 걷다(1)                       | *lak(Vr)               | *laka            | *lagar        |
| 걷다(2)                       | *lamV                  | *lam(ar)         | *male         |
| 물                            | *jira                  | *jira            | *ira          |
| 엮다                          | *sine(N)               | *sine(N)         | *sina         |
| 노란                          | *bagur(V)              | *bagori          | *gabar        |
| 1pi                           | *pi                    | *pi-             | *fi           |
| 1sg                           | *na-                   | *na-             | *n-           |
| 3                             | *gie                   | *ge              | *gie          |
| 3poss                         | *ga-                   | *ga-             | *g-           |

### 발달
Pawley and Hammarström (2018)는 티모르알로르판타르조어(pTAP)와 알로르판타르조어(pAP)의 어휘(재구는 Holton and Klamer 2018에서 가져옴) 가운데 트랜스뉴기니조어(pTNG; 재구는 Pawley and Hammarström 2018에서 가져옴) 어휘의 반영일 수도 있는 것들의 목록을 제시했다.
약어pTNG = 트랜스뉴기니조어, pTAP = 티모르알로르판타르조어, pAP = 알로르판타르조어
- pTNG *am(i,u) ‘가슴’ > pTAP *hami ‘가슴’
- pTNG *na ‘먹다’ > pTAP *nVa ‘먹다, 마시다’
- pTNG *ata ‘똥’ > pTAP *(h)at(V) ‘똥’
- pTNG *kumV- ‘죽다’ > pTAP *mV(n), pAP *min(a) ‘죽다’, pTimor *-mV ‘죽다’
- pTNG *inda ‘나무’ > pTAP *hate ‘불, 나무’
- pTNG *panV > pTAP *pan(a) ‘여자아이’
- pTNG *nan(a,i) ‘손위 형제’ > pAP *nan(a) ‘손위 형제’
- pTNG *me ‘오다’ > pAP *mai ‘오다’
- pTNG *mundu ‘코’ > pTAP *mVN ‘코’
- pTNG *tukumba[C] ‘짧은’ > pAP *tukV ‘짧은’
- pTNG *ŋgatata ‘건조한’ > pAP *takata
- pTNG *(m,mb)elak ‘번개’ > 블라가르어 merax, 레타어 melak ‘번개’

그러나 Holton and Robinson (2014)은 티모르알로르판타르어족을 트랜스뉴기니어족의 일부가 아니라 독립된 어족으로 분류한다.

## 추가 문헌
- Klamer, Marian, Paul Trilsbeek, Tom Hoogervorst and Chris Haskett. 2015. Language Archive of Insular Southeast Asia and West New Guinea (LAISEANG). http://hdl.handle.net/1839/00-0000-0000-0018-CB72-4@view
- Kaiping, Gereon A. & Edwards, Owen & Klamer, Marian (eds.). 2019. LexiRumah 2.2.3. Leiden: Leiden University Centre for Linguistics. Available online at https://web.archive.org/web/20191028055551/https://lexirumah.model-ling.eu/lexirumah/. Accessed on 2019-09-14.
- Greenhill et al., 2008. In: Kaiping, Gereon A. & Edwards, Owen & Klamer, Marian (eds.). 2019. LexiRumah 2.2.3. Leiden: Leiden University Centre for Linguistics. Available online at https://web.archive.org/web/20191028055551/https://lexirumah.model-ling.eu/lexirumah/. Accessed on 2019-09-14.